# Online iskola
Az online iskola (más néven: virtuális iskola vagy cyber iskola) olyan intézmény, ahol a tanítás teljes mértékben az interneten keresztül zajlik.

## Felépítése
Az online iskola sok tekintetben hasonlóan működik, mint a hagyományos iskola. A legnagyobb különbség abban rejlik, hogy a diákok a tananyagokat az interneten keresztül kapják meg, így tartják a kapcsolatot a tanárokkal is, egyéni ritmusban haladhatnak előre tanulmányaikban, valamint az osztályközösség is online létezik. Az osztályok általában kis létszámúak (6-tól maximum 30 főig), szemben a távoktatással, ahol több száz diák végezheti egyszerre tanulmányait.
Az online iskola a hagyományos iskolákhoz hasonlóan lehetőséget biztosít a továbbtanulásra is.

## Története
Először 90-es évek közepén jelentek meg a virtuális iskolákat bemutató reklámok. Az első online iskolák Ausztráliában, Új-Zélandon, Észak-Amerikában és az Egyesült Királyságban nyitották meg kapuikat, általában azokon a területeken, ahol az alacsony népsűrűség miatt, a hagyományos oktatás nehéz és költséges lett volna. 
A távoktatással működő iskolák a diákoktól azt várták, hogy egyedül tanuljanak, készüljenek fel a vizsgákra, majd a tanárral való találkozás alkalmával számoljanak be az elsajátított ismeretekről. A tananyagot először postán, majd a különböző médiumok (rádió, televízió) felhasználásával juttatták el a tanulóknak.
A távoktatási modellel ellentétben, ahol valóban semmilyen interakció nincs tanár és diák között, az online iskolák egy virtuális közösségként funkcionálnak, ahol az interneten keresztül lehetőség van a diákoknak a tanáraikkal, osztálytársaikkal való konzultációra, és közös munkára egyaránt.
Virtuális iskolák ma már a világ minden táján léteznek. Az elmúlt évtizedben a K-12 online oktatás rohamos mértékben nőtt mind Kanadában, mind az Egyesült Államokban. 
Ezeknek a virtuális iskoláknak egy részét beépítették az állami iskolákba (különösen az Egyesült Államokba), ahol a diákok számítógépes laborban ülnek és online végzik munkájukat.
K-12 online iskolái:
- 10 Minute School,
- Career and Technology Centre,
- CBe-learn,
- Connections Academy,
- Florida Virtual School,
- Hawaii Technology Academy,
- Independent Learning Centre,
- Internet Academy,
- Khan Academy,
- Laurel Springs School,
- Mesa Distance Learning Program,
- Pennsylvania Leadership Charter School,
- Primavera Online High School,
- Saylor Foundation,
- TRECA,
- Wisconsin Virtual Academy

2016 áprilisában nyitotta meg kapuit a legújabb online középiskola Japánban, melynek megnyitóján a hallgatók a virtuális valóságba lépve, fejükön fejhallgatók segítségével vettek részt a tőlük 900 mérföldre található intézmény ünnepélyes megnyitóján.
A Kadokawa Dwango Corp magánvállalat tulajdonában álló N High School információi szerint, 1842 új diák közül 73-an vettek részt a tokiói virtuális ünnepségen. 
A hallgatók fejhallgatóik segítségével 360 fokos kiterjesztett valóságban láthatták az új intézményüket, hallhatták igazgató köszöntőjét, illetve barangolhatták be campust.
Az N School egy teljesen akkreditált középiskola. Majdnem minden iskolai tevékenység online kerül megrendezésre, így a diákoknak csak néhány alkalommal kell meglátogatniuk személyesen a campust. Jelenleg Magyarországon is zajlik egy Online Iskola projekt, ami a 2018-as évtől büszkén működik több online képzőintézettel összekötve, így már magyar nyelven is lesz elérhető online oktatás. http://online-iskola.hu Archiválva 2017. november 15-i dátummal a Wayback Machine-ben

## Költségek
A költségek eltérőek. Ahol az állam felvállalta az online oktatást, a költségek az állami iskola szabályait követik. Ellenkező esetben a díjakat a hallgatók, illetve a szülők fizetik. De van olyan kurzus is, ami díjtalan, vagy a megfizetendő díj tartalmazza a tankönyvek árát és a vizsgadíjakat is.